# Janusz Małek
Janusz Małek (ur. 10 lutego 1958 w Chmieli-Kolonia) – polski piłkarz grający na pozycji obrońcy.

## Kariera piłkarska
Janusz Małek reprezentował barwy klubów: Stali Kraśnik (1980–1981), Lecha Poznań (1981–1984), w barwach którego 15 marca 1981 roku z bezbramkowo zremisowanym meczu u siebie z Widzewem Łódź zadebiutował w ekstraklasie, a także zdobył w sezonie 1982/1983 mistrzostwo Polski oraz dwukrotnie Puchar Polski (1982, 1984).
Następnymi klubami w karierze Małka były: Polonia Bytom (1984–1994 – awans do ekstraklasy w sezonie 1985/1986), dwukrotnie KS Myszków (1995–1997, 1998–1999), Polonia/Szombierki Bytom (1997–1998), UKS Szopienice (2015) oraz rezerwy Polonii Bytom (2018).
Łącznie w ekstraklasie rozegrał 89 meczów.

## Sukcesy
Lech Poznań
- Mistrzostwo Polski: 1983
- Puchar Polski: 1982, 1984

Polonia Bytom
- Awans do ekstraklasy: 1986